# Sky Music
Sky Music foi um canal pago interativo disponível na televisão por satélite Sky no pacote "Família". Criado em 31 de julho de 2006, era composto por 25 rádios que transmitiam música ininterruptamente 24 horas por dia.
Em 2015 e 2018, o canal mudou os gráficos e o logotipo para se adequar a Sky UK. O gerente de produção era Gianluca Costella. Francesco Ciocca assinou a programação do canal Chillout Cover.
Em 1º de agosto de 2020, o mosaico e os canais Sky Music foram descontinuados.